# Mulini a vento di Consuegra

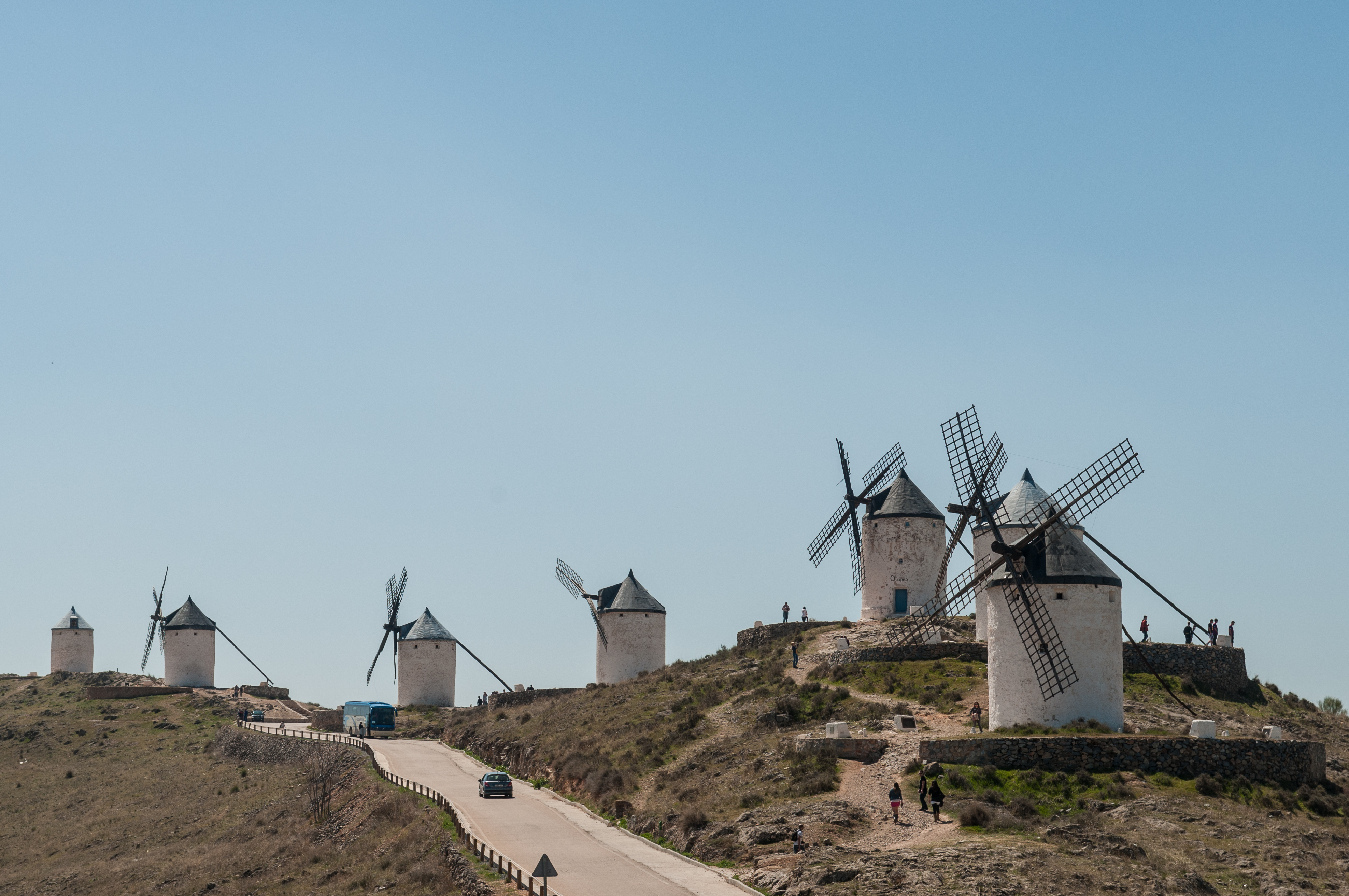
Consuegra (Spagna): il complesso di mulini a vento

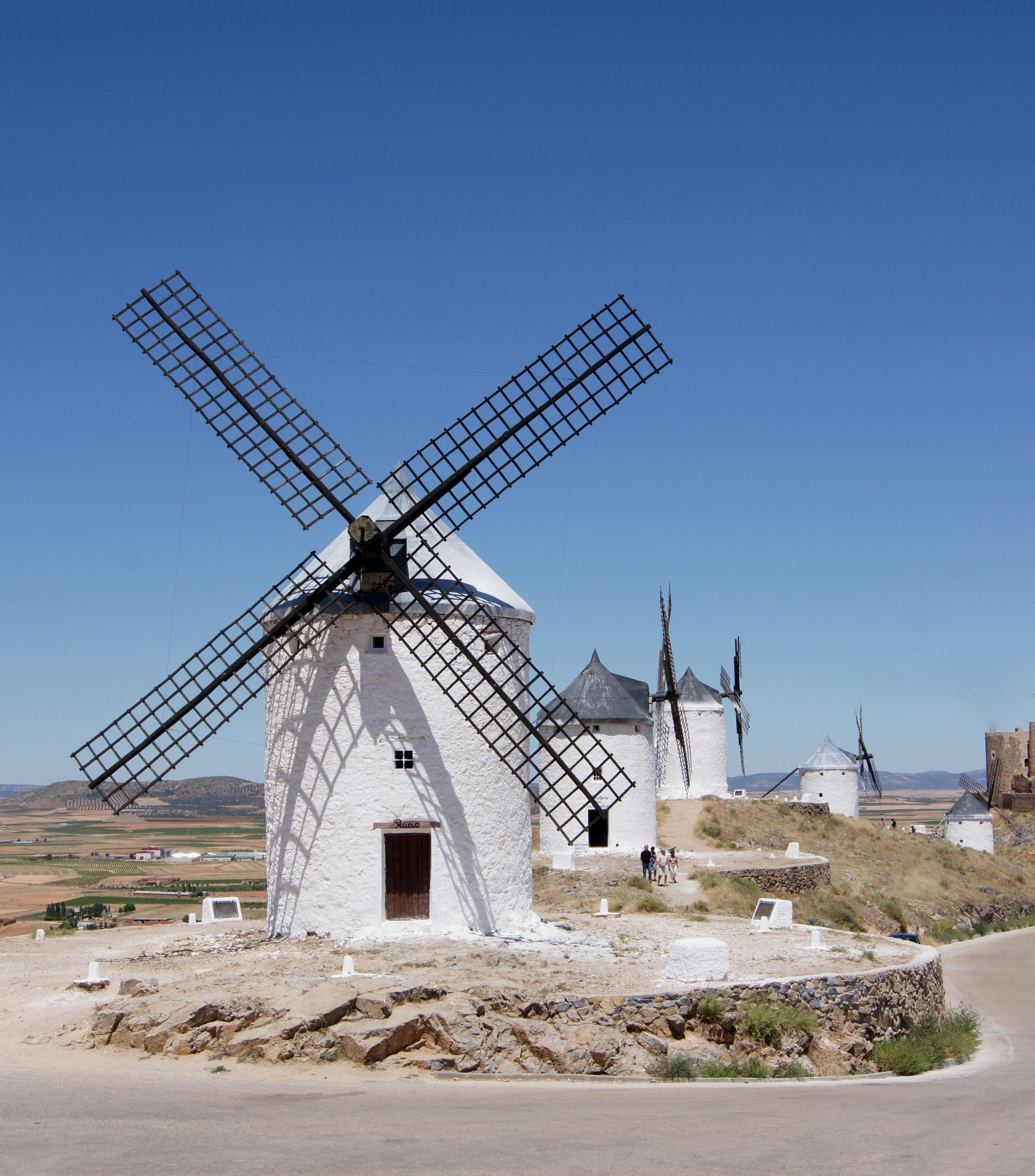
Il mulino "Rucio"

I mulini a vento di Consuegra costituiscono un complesso di 12 mulini a vento situati sul colle Calderico, nei pressi della città spagnola di Consuegra, nella provincia di Toledo, in Castiglia-La Mancia, e costruiti tra il XVI secolo e il XIX secolo. Si tratta del più grande complesso di mulini del genere della Castliglia-La Mancha che, insieme al castello di Consuegra, rendono la piccola città un importante centro turistico locale.
Questo genere di mulini, si crede, possa essere stata la fonte di ispirazione di Miguel Cervantes per poter scrivere la scena della battaglia di Don Chisciotte contro i giganti nel suo romanzo Don Chisciotte della Mancia e sono uno dei migliori esempi  di mulini tuttora conservati nella regione di Castiglia-La Mancia insieme a quelli presenti a Campo de Criptana.

## Descrizione
I 12 mulini facenti parte del complesso si trovano nei pressi del castello di Consuegra, sulla sommità di una cresta montagnosa conosciuta come Cerro Calderico, e sono stati ribattezzati con nomi utilizzati da Cervantes nel suo romanzo Don Chisciotte che, secondo alcuni, prende ispirazione proprio da questo luogo. Questi nomi sono: Alcancía, Bolero, Clavileño, Cardeño, Chispas, Caballero del verde Gabán, Espartero, Mambrino, Mochilas, Rucio, Sancho e Vista Alegre.
Cinque dei dodici mulini che formano il complesso sono tuttora funzionanti. Uno di questi mulini, il più antico dei dodici conosciuto con il nome di "Sancho", è attivo solo una volta all'anno e, durante questo periodo, ospita alcune manifestazioni che hanno luogo nell'ambito della Festa della Rosa dello Zafferano, durante la quale vengono messi i moto i macchinari del XVI secolo e avviene la cerimonia della Molienda de la Paz.
All'interno del mulino "Bolero", è invece ospitato l'ufficio del turismo, nonché il museo del mulino in cui è possibile osservare più da vicino come venivano svolti i lavori all'interno dell'edificio e la struttura in legno originale del mulino.

## Storia
I mulini a vento di Consuegra sono stati costruiti per la maggior parte nella prima metà del XIX secolo, come viene segnalato nel 1847 da Pascual Madoz, che già all'epoca indicava l'esistenza di 10 mulini totali. Malgrado ciò, si pensa che i primi due mulini esistenti risalgano al XVIII secolo e, nel caso del mulino "Sancho", al XVI secolo.
I mulini presenti sono costruiti seguendo il modello di mulini a torre importato dall'Olanda tra il XVI e il XVII secolo, caratterizzandosi da due elementi principali: un grosso corpo cilindrico, conosciuto con il nome di torre, costruito da grosse mura bianche e strutturato su tre piani diversi, e un tetto conico giratorio di legno e zinco, che gira, grazie alle manovre del Palo de gobierno, può essere rotato per allinearsi al vento.